# Cuéntanos tu historia
Cuéntanos tu historia fue un programa de televisión presentado por Ana Orúe. Se emitió desde finales del año 2010 y se mantuvo en antena durante 2011. El programa se emitía de lunes a jueves a las 22:00 horas en 13 TV.

## Formato
Cuéntanos tu historia era un talk show al uso, que abordaba temas de actualidad contados en primera persona por los participantes. Cada día, cuatro testimonios contaban ejemplos de vidas relacionados con los valores humanos. Así, trataban cuestiones de carácter personal, por ejemplo, personas que hubieran superado o que sufrieran algún tipo de adicción, reencuentros con familiares o viejos amigos, asuntos sentimentales, etcétera.